# な

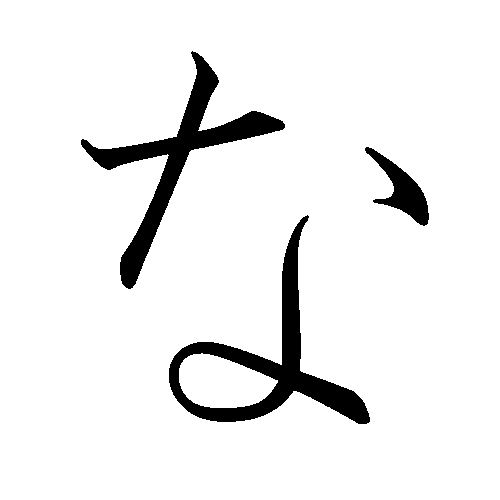
平假名な

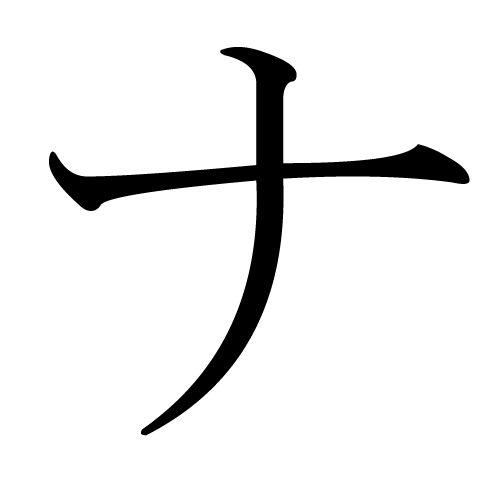
片假名ナ

平假名な和片假名ナ是日语的假名之一，由一个音节组成。在日语五十音图中排第5行第1个（な行あ段）的位置。

## 筆畫順序

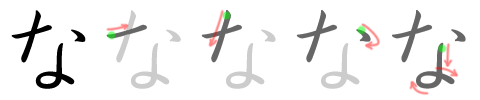
平假名な的筆畫順序

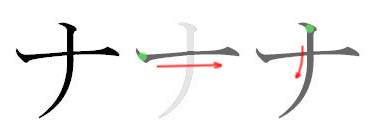
片假名ナ的筆畫順序

## 關於な和ナ
| 現代日語發音     | 由1個子音和1個母音形成／nä／音    |
| 五十音顺序       | 第21位                            |
| 伊吕波顺序       | 第21位，「ね」之后、「ら」之前    |
| 平假名「な」字源 | 「奈」字的草書                    |
| 片假名「ナ」字源 | 「奈」字的首兩筆                  |
| 日语罗马字       | 平文式罗马字：na 训令式罗马字：na |
| 点字：           | \| ●－ —— ●－ \|                  |
| 通话表           | 「名古屋のナ」                    |
| 摩尔斯电码       | ・－・                            |
| ●－ —— ●－       |                                   |